# Antrustio
Antrustio (Plural Antrustiones) ist ein fränkisch-lateinischer Begriff für ein fränkisches Rechtsinstitut der Merowingerzeit, der eine Gruppe von Freien bezeichnet, die nur der König für seine persönliche Gefolgschaft (fränk.-lat. trustis = „Treue“ aus altfränkisch trōst = „helfende Schar“) berufen konnte. Die Antrustiones wurden aus Freien höheren sozialen Ranges berufen und durch einen besonderen „Antrustioneneid“, den sie dem König leisteten, in dessen Dienst aufgenommen; dieser Eid hatte das Wesen eines Waffeneids unter anderem für den persönlichen Schutz des Königs. Sie wurden des Weiteren wie andere Personengruppen der fränkischen Hofhaltung, der trustis dominica, in der Lex Salica durch ein dreifach hohes Wergeld (600 Solidi) geschützt.